# Milovan Đorić
Milovan Đorić (in serbo Mилoвaн Ђорић?; Bioska, 6 agosto 1945) è un allenatore di calcio e calciatore jugoslavo, di ruolo difensore.

## Carriera

### Da calciatore
Debutta da professionista nel 1967 con la Stella Rossa di Belgrado, dove rimane per sei stagioni, vincendo quattro campionati della RSF di Jugoslavia e due Coppe di Jugoslavia.
All'inizio della stagione 1973-1974 si trsaferisce in Spagna, al Real Oviedo, dove chiude la carriera.

### Da allenatore
Trasferitori a El Salvador allena dapprima il Club Deportivo Águila, tra il 1997 e il 1998 la Nazionale salvadoregna.
Allena poi in Cina il Beijing Guoan per alcuni mesi, prima di tornare il patria e allenare dapprima la Nazionale jugoslava Under-21, e poi nel 2001 la Nazionale jugoslava.

## Palmarès

### Giocatore

#### Club

##### Competizioni nazionali
- Campionati della RSF di Jugoslavia: 4

Stella Rossa: 1967-1968, 1968-1969, 1969-1970, 1972-1973
- Coppe di Jugoslavia: 2

Stella Rossa: 1969-1970, 1970-1971